# 투모로우 피플
투모로우 피플(The Tomorrow People)은 2013년부터 2014년까지 The CW에서 방영된 SF 텔레비전 드라마이다.

## 배역
- 로비 아멜 - 스티븐 제임슨 역
- 루크 미첼 - 존 영 역
- 페이턴 리스트 - 카라 커번 역
- 에런 유 - 러셀 권 역
- 매들린 맨톡 - 애스트리드 핀치 역
- 마크 펠레그리노 - 제디카이아 프라이스 역